# Premiair
Premiair var ett charterflygbolag som skapades genom att de äldre bolagen Scanair och Conair of Scandinavia gick samman. Premiair var helägt av Scandinavian Leisure Group som sedan ändrade namn till MyTravel. De hade i sin flotta bland annat Douglas DC-10. Premiair bytte 2002 namn till MyTravel Airways. 2008 bytte flygbolaget åter igen namn till Thomas Cook Airlines Scandinavia.